# Pala degli Otto
La Pala degli Otto (Madonna col Bambino e quattro santi) è un dipinto a tempera su tavola (355x255 cm) di Filippino Lippi, datata 20 febbraio 1486 (sulla tavola è scritto 1485, ma secondo l'anno fiorentino) e conservata negli Uffizi di Firenze.

## Storia
L'opera venne dipinta per la sala degli Otto di Pratica di Palazzo Vecchio. Per la stessa pala era stato prima incaricato Leonardo da Vinci, che il 10 gennaio 1478 aveva incassato quindici fiorini come anticipo, poi a Domenico Ghirlandaio e infine a Filippino Lippi, che la completò nel 1486. Per il pagamento venne interpellato Lorenzo il Magnifico come estimatore, che valutò la tavola 1200 lire.
Già equivocata per la pala eseguita in sostituzione dell'Adorazione dei Magi di Leonardo, oggi si sa che quell'opera era invece l'Adorazione dei Magi di Filippino sempre agli Uffizi. Il dipinto è agli Uffizi dal 1782.

## Descrizione e stile
Si tratta di una sacra conversazione. La Madonna sta su un alto trono entro una nicchia con la conchiglia di capasanta nella cupoletta (allusione a Maria come nuova Venere), tenendo il Bambino in braccio e sfogliando con lui un libriccino. Il motivo della conchiglia ricorre anche sul fregio alla base del trono. Ai lati si trovano quattro santi protettori di Firenze e degli "Otto", da sinistra Giovanni Battista, Vittore, Bernardo di Chiaravalle e Zanobi. Essi compongono un semicerchio attorno al trono e sono variamente atteggiati.
Giovanni Battista, con la veste da eremita di pelo di cammello, il corpo magro, la barbetta e l'asta con la croce, è nella tipica posizione di indicare la Gesù, indirizzando l'occhio dello spettatore. Egli, patrono di Firenze, ha un ampio manto rosso, che crea una macchia di colore che si bilancia con quelle del manto azzurro di Maria al centro (sul quale si nota la stella sulla spalla, antichissimo attributo che richiama la stella cometa dell'Epifania) e del piviale violetto (un colore molto raro nella pittura dell'epoca) di Zanobi sull'altro lato.
Accanto a Giovanni, Vittore, protettore della Parte Guelfa, ha una mitria vescovile finemente decorata da ori, perle e gemme, che testimonia l'influenza fiamminga nel risalto dato alla resa dei materiali splendenti. Seguono Bernardo, con in mano un libro aperto che contiene un'omelia alla Vergine da lui scritta in cui si legge anche la parola MEDICA in omaggio ai Medici, e Zanobi, patrono della diocesi fiorentina, che è il più riccamente vestito, con un ampio panneggio decorato da perle e ricami dorati e uno stupefacente bastone pastorale a cui è legato un velo trasparente, che l'artista rese con grande virtuosismo; sul petto ha appuntato un gioiello con il giglio rosso, emblema cittadino.
Il volto di Maria mostra una somiglianza con opere di Leonardo da Vinci (in particolare nell'incompiuta Adorazione dei Magi), che in passato ha fatto anche ipotizzare un intervento diretto del genio del Rinascimento, esclusa poi dalla critica successiva. In alto due leggerissimi angeli tengono ghirlande di rose (il fiore mariano), a cui sta appesa la corona di Maria; nella parte superiore infine si trova uno stemma della Croce del Popolo, uno degli emblemi del Comune fiorentino, tra nastri nervosamente svolazzanti, ma simmetrici, che vogliono dare l'impressione di essere appesi sul soffitto, a decorazione della volta a botte dell'immaginaria stanza.
Sul gradino alla base, dove si legge la data, sta appoggiato un libro coperto da due drappi, allusione all'attività della magistratura degli Otto, che è proteso illusionisticamente verso lo spettatore. Sotto di esso, lungo il gradino, un'iscrizione riporta la data di completamento del dipinto: 20 febbraio 1485 (ab incarnatione, 1486 secondo lo stile comune).